# حواء جبريل
حواء جبريل (بالإنجليزية: Hawa Jibril)‏ (1920 - 2011)؛ كاتِبة وشاعرة صومالية.